# Condado de Laviana

Escudo de Laviana, localidad del Principado de Asturias que da nombre a este título.

El condado de Laviana es un título nobiliario español creado por la reina regente María Cristina de Habsburgo Lorena y concedido, en nombre del rey Alfonso XIII, en favor de Alejandro Villar Varela, diputado provincial de la isla de Puerto Rico por el Partido Español sin Condiciones, mediante real decreto del 3 de septiembre de 1896 y real despacho del 8 de marzo de 1897.
Su denominación hace referencia al concejo de Laviana, en el Principado de Asturias.
Fue rehabilitado en 1991, durante el gobierno de Juan Carlos I, por Enrique Fournier-Gancedo y Villar.

## Condes de Laviana
|                                     | Titular                             | Periodo                             |
| Creación por Alfonso XIII de España | Creación por Alfonso XIII de España | Creación por Alfonso XIII de España |
| ----------------------------------- | ----------------------------------- | ----------------------------------- |
| I                                   | Alejandro Villar y Varela           | 1897-1919                           |
| II                                  | Eduardo Villar y Alicea             | 1919-¿?                             |
| Rehabilitación por Juan Carlos I    |                                     |                                     |
| III                                 | Enrique Fournier Gancedo y Villar   | 1991-hoy                            |

## Historia de los condes de Laviana
- Alejandro Villar Varela (m. Infiesto, Asturias, 13 de julio de 1919), I conde de Laviana.[1]

Casó con Matea Alicea Méndez. Le sucedió su hijo:
- Eduardo Villar y Alicea, II conde de Laviana.[1]

Casó con Alicia Sicardó y Jiménez.
Previa solicitud del 25 de febrero de 1988 (BOE del 12 de marzo), un real decreto fechado el 14 de marzo de 1991, publicado en el BOE del 9 de abril, vino a rehabilitar el título en favor de Enrique Fournier-Gancedo y Villar, a quien se le expidió la correspondiente carta de sucesión el 10 de junio del mismo año:
- Enrique Fournier-Gancedo y Villar, III conde de Laviana.[5]